# Veículo subaquático operado remotamente

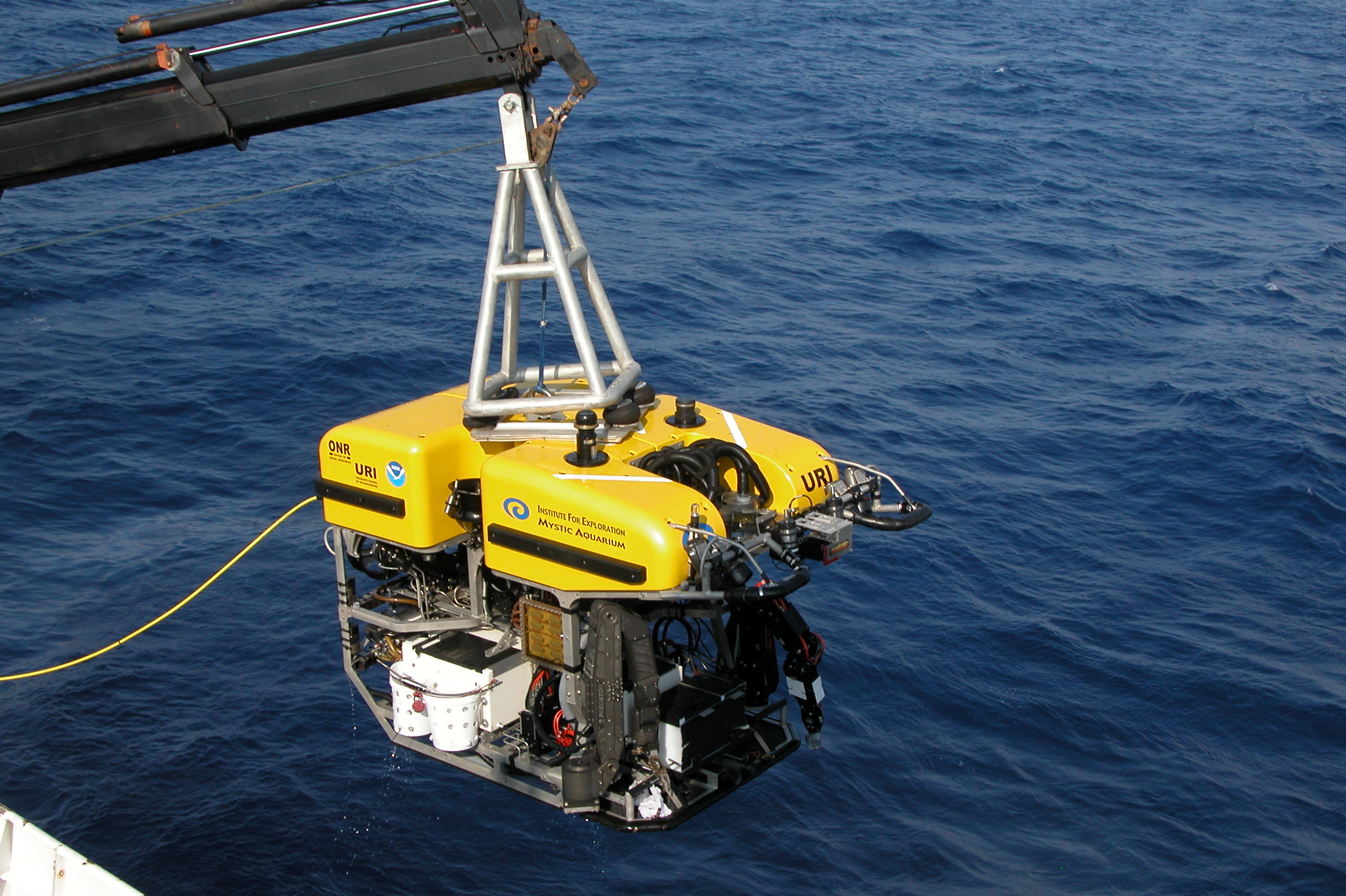
Um ROV sendo lançado a água

Um veículo subaquático operado remotamente ou ROV (do inglês remotely operated underwater vehicle)  é um veículo submersível operado remotamente por uma pessoa a bordo de uma embarcação.
É utilizado para realizar e supervisionar a montagem de equipamentos de exploração e produção em grandes profundidades.
Os ROVs são minissubmarinos de observação do fundo do mar à distância, equipados com câmeras de vídeo e sensores. Eles são operados por controle remoto. Em terra firme ou dentro de uma embarcação, o piloto vê por onde o robô submarino passa, através das imagens geradas pelo ROV, que são transmitidas em tempo real em um monitor de TV.
Os microssubmarinos são importantes por serem pequenos e proporcionarem movimentos perfeitos ao navegarem pelo fundo do mar, podendo chegar onde os mergulhadores não alcançam, locais em que o espaço é restrito, como tubulações e partes de navios naufragados. Por isso, auxiliam no trabalho destes profissionais, principalmente em casos que ofereçam riscos.
O primeiro ROV foi desenvolvido em 1950, pelo francês de nome russo, Dimitri Rebikoff, e sua primeira aplicação foi em arqueologia subaquática.
Entre os maiores avanços tecnológicos, destacam-se o uso de umbilicais ultrafinos e de propulsores magneticamente acoplados, resultando em maior facilidade e segurança de operação. Por ter esse cabo, os ROVs eram conhecidos como “chien plongeur”, do francês cachorro mergulhador, em analogia a um cão sendo conduzido por sua coleira.
Desde então, muita coisa mudou devido aos avanços tecnológicos e os robôs se tornaram menores e capazes de atingir grandes profundidades, como os que desceram no famoso navio naufragado “Titanic”, a quase 4,000 metros de profundidade.
No Brasil, os ROVs podem ser aplicados no promissor mercado de petróleo e gás, com a exploração de recursos em águas profundas e ainda na área portuária, em inspeções de cascos de navios e do cais. O profissional, piloto de ROV, também pode atuar em operações de segurança, inspeção de obras de engenharia sob a água, e missões de resgate subaquático.
Atualmente os acionamentos presentes em um ROV são feitos de forma hidráulica. Os ROVs utilizam bombas hidráulicas para sua propulsão, e para promover a energia necessária a seus equipamentos como, por exemplo, ferramentas de torque e braços manipuladores. A escolha por mecanismos hidráulicos está relacionada à relação de peso potência.